# マット・フリン
マット・フリン（Matthew Clayton Flynn , 1985年6月20日 - ）は、テキサス州タイラー出身の元アメリカンフットボール選手。現役時代のポジションはクォーターバック（QB）。

## 経歴

### プロ入りまで
テキサス州タイラーで生まれ育った。彼の父親は1960年代にベイラー大学でQBを務めた。母親はダンスチームの振付師であった。
高校時代はジャスティン・ウォレン、ブランドン・ペティグルー、シロン・ブラックとチームメートだった。彼はドリュー・テイトと共にテキサス州を代表するQBであった。
2001年にパス199回中101回成功、1,650ヤード、13TD、9INTの成績を残した。最終学年の2002年にはパス206回中124回成功で1,679ヤードを獲得、9TDをあげた。ランでも305ヤードを走り12TDをあげた。ルイジアナ州立大学、テネシー大学、テキサス工科大学、テキサス農工大学からリクルーティングを受けた彼は、ルイジアナ州立大学へ進学した。
2003年をレッドシャツで過ごした後、2004年にマーカス・ランドール、ジャマーカス・ラッセルに次ぐ第3QBとなった。この年、FGの際のホールダーを務めた。12試合に出場したが、QBとしての出場は3試合のみであった。ミシシッピ州立大学戦でゼイビア・カーターへの67ヤードのTDパスを成功させた。同年のアイオワ大学とのキャピタルワンボウルにも出場したが、パス4回中1回成功、11ヤードに終わり、チームは25-30で敗れた。この年の成績は、パス10回中4回成功、99ヤード、1TDであった。
2005年、ジャマーカス・ラッセルとエースQBの座を争った。この争いはラッセルに軍配が上がり、フリンは控えQBとなった。この年彼は7試合にQBとして出場し、パス48回中27回成功、457ヤード、7TD、1INTの成績を残した。北テキサス大学戦ではパス7本全てを成功、139ヤードを獲得、第4Qだけで3TDをあげた。この年のジョージア大学とのサウスイースタン・カンファレンス選手権では先発したラッセルが負傷退場し、フリンは交代出場した。その後、マイアミ大学とのピーチボウルに先発出場、チームは40-3で勝利した。
2006年もラッセルの控えを務め7試合に出場、パス20回中12回成功、133ヤードを獲得、2TD、1INTの成績を残した。この年あげた2TDパスは、いずれも49-0で勝利したケンタッキー大学戦であった。
ラッセルがNFL入りした2007年、フリンはようやくエースQBとなった。彼は負傷のため欠場したカンファレンス選手権を除き、全試合で先発出場し、2,407ヤードを獲得、21TD、11INTの成績を残した。またランで215ヤードを走り4TDをあげた。10月20日のオーバーン大学戦では試合時間残り1秒に、デミトリアス・バードへのTDパスを成功させ、チームは30-24で勝利した。アラバマ大学戦ではオーバータイムの末、勝利した。ルイジアナ工科大学に勝利した後、オハイオ州立大学に敗れたが、ミシシッピ大学に勝利した後、最終週にアーカンソー大学に敗れた。フリンが欠場したもののカンファレンス選手権でチームは、テネシー大学とのカンファレンス選手権に勝利した。
翌年1月7日にニューオーリンズで行われたオハイオ州立大学とのBCSナショナル・チャンピオンシップ・ゲームでフリンはパス27回中19回成功、4TDの活躍を見せて、チームは38-24で勝利、彼はオフェンスのMVPに選ばれた。またチームは全米ランク1位となった。

### NFL
2008年のNFLドラフト7巡目でパッカーズに指名されたフリンは、同年6月23日にパッカーズと4年契約を結んだ。そして、同年ドラフト2巡で指名されたブライアン・ブロームとの控えQB争いに勝ち、アーロン・ロジャースの控えとなった。当初ブロームの方が大柄で、強肩、足も速いことから高く評価されていた。
2010年12月19日のニューイングランド・ペイトリオッツ戦で初先発、ジョン・クーン、ジェームズ・ジョーンズ、グレッグ・ジェニングスへのTDパスを通したが、後半カイル・アリントンにインターセプトリターンTDを決められた。その後敵陣15ヤード地点まで攻め込んだが、最後は相手ディフェンスにサックされ、チームは27-31で敗れた。この試合で彼はパス37回中23回成功、254ヤードを獲得した。
2012年の1月1日に行われた最終週のデトロイト・ライオンズ戦で先発したフリンは、パスで480yd、6TDを決め45-41でチームを勝利へと導いた。なお、このときの獲得ヤードとTD数はパッカーズのチーム記録となっている。
2012年3月18日、シアトル・シーホークスと3年2050万ドル（900万ドルの保証）で契約を結んだ。タバリス・ジャクソン、とこの年のドラフト3巡で指名されたラッセル・ウィルソンと先発QBの座を争ったが、ウィルソンに敗れた。
2013年4月2日、2014年のドラフト5巡指名権、及び2015年の順位未定のドラフト指名権との交換で、オークランド・レイダースにトレードされた。2013年の年俸保証額が650万ドルと高額な彼は、同年のドラフト4巡指名のタイラー・ウィルソン、2011年ドラフト3巡指名のテレル・プライアーと先発の座を争った。プレシーズン第3週のシカゴ・ベアーズ戦でパス6回中3回成功、2インターセプトを喫した。開幕先発QBにはプライアーが選ばれた。
第3週のデンバー・ブロンコス戦でプライアーが脳震盪を起こしたため、交代出場、パス2回中1回成功、19ヤードを獲得した。第4週のワシントン・レッドスキンズ戦で先発し、パス32回中21回成功、227ヤードを獲得、1TD、1INTの成績であった。この試合レイダースは第2Q以降無得点に終わり、オフェンスのタッチダウンは1回のみであった。数日後、デニス・アレンヘッドコーチは、プライアー、ドラフト外入団のマット・マグロインに次ぐ第3QBにフリンを降格したことを発表した。10月7日、レイダースはフリンを解雇した。
10月14日、エースQBのE・J・マニュエルがひざの負傷で6週間から8週間戦列を離れ、控えQBのタデアス・ルイスもシンシナティ・ベンガルズ戦で負傷したバッファロー・ビルズと契約を結んだ。ビルズでは出場機会のないまま、ルイスとマニュエルの復帰に伴い、11月4日に解雇された。
11月12日、エースQBのアーロン・ロジャースと控えQBのセネカ・ウォレスが負傷したグリーンベイ・パッカーズに復帰、スコット・トルジーンの控えQBとなった。11月24日のミネソタ・バイキングス戦で、パッカーズが7-20とリードされた後半から出場し、パス36回中21回成功、1TDをあげて、試合を23-23のオーバータイムに持ち込んだ。パッカーズが先にFGを成功させたが、バイキングスもFGを成功させ、試合は26-26の引き分けとなった。11月28日のサンクスギビングデーに行われたデトロイト・ライオンズ戦で先発したが、パス20回中10回成功、139ヤード、1インターセプト、2ファンブルに終り、チームは10-40で敗れた。パッカーズは、この試合で7回のターンオーバーを喫した。パッカーズに復帰後、3戦目の先発となったダラス・カウボーイズ戦では、パス39回中26回成功、299ヤード、4TDをあげて、一時23点差でリードされた試合をひっくり返した。